# Aplysia dactylomela
Aplysia dactylomela es una especie de molusco gasterópodo del orden Opisthobranchia. Se caracteriza por los anillos negros de su parte dorsal, cuyo motivo recuerda al pelaje del leopardo, sobre una piel de color beige claro, marrón, marrón amarillento o verde. Estos animales son de un tamaño medio. Viven en aguas poco profundas de todos mares tropicales y subtropicales. En las Islas Canarias es conocida comúnmente como vaca de mar.
La etimología del nombre científico Aplysia dactylomela se puede desglosar de la siguiente manera:
1. Aplysia:
Este es el nombre del género. Proviene del griego antiguo "ἀπλυσία" (aplusia), que significa "que no se puede lavar" o "sucio". Este nombre fue elegido probablemente debido a la secreción de tinta púrpura que estos moluscos liberan cuando se sienten amenazados.
2. dactylomela:
Este es el epíteto específico, compuesto por dos partes:
```
  - "dactylo-": del griego "δάκτυλος" (daktylos), que significa "dedo".
  - "-mela": del griego "μέλας" (melas), que significa "negro" u "oscuro".
```

Cuando se combinan, "dactylomela" se puede interpretar como "dedos negros" o "marcas oscuras como dedos".
Este nombre hace referencia a las características marcas oscuras en forma de anillos o manchas que tiene esta especie en su cuerpo, que pueden asemejarse a huellas de dedos o marcas digitales.
En resumen, Aplysia dactylomela se podría traducir aproximadamente como "la liebre de mar sucia (o que no se puede lavar) con marcas como dedos oscuros", lo cual describe tanto la característica de secretar tinta como su patrón de coloración distintivo.

## Características
Aplysia dactylomela es de tamaño medio y un adulto varia entre 10 - 30 cm. La anatomía de Aplysia dactylomela sigue la de todas las babosas marinas. Hay una segmentación en cabeza, cuello y parte trasera con tronco. De ambos lados de la boca en la parte frontal de la cabeza salen lateralmente tentáculos enrollados. Llevan mecano-receptores o receptores químicos que reaccionan a presión. Entre la cabeza y el cuello hay dos rinóforos. Salen de una bolsa debajo de la piel, y son ajustables y retractables. En la parte de encima tienen muescas con un epitelio con sensores químicos que sirven como órgano olfatorio. Debajo de cada rinóforo hay un ojo.
El cuello se extiende hacia la parte trasera. Dentro del tronco se halla la cavidad reducida con los órganos centrales como corazón y branquia cubierto de una concha encarnada y atrofiado en el proceso de la evolución.
Los lobos parapodiales laterales son frecuentemente cerrados sobre de la espalda formando un espacio encima de la cavidad protegiéndola. Sin embargo, los lobos no son soldados, sino se las pueden abrir.
El color básico de los animales varia entre un beige casi opaco hasta un marrón fuerte, de gris claro sobre verde hasta marrón oscuro. En la piel hay muestras características que les da una pinta
de leopardo: hay anillos negros, oscuros. En algunos animales hay visibles hilos negros que empiezan en las márgenes de los lobos parapodiales y se distribuyen como una red.
Otras tienen lobos parapodiales con un dobladillo blanco claro.

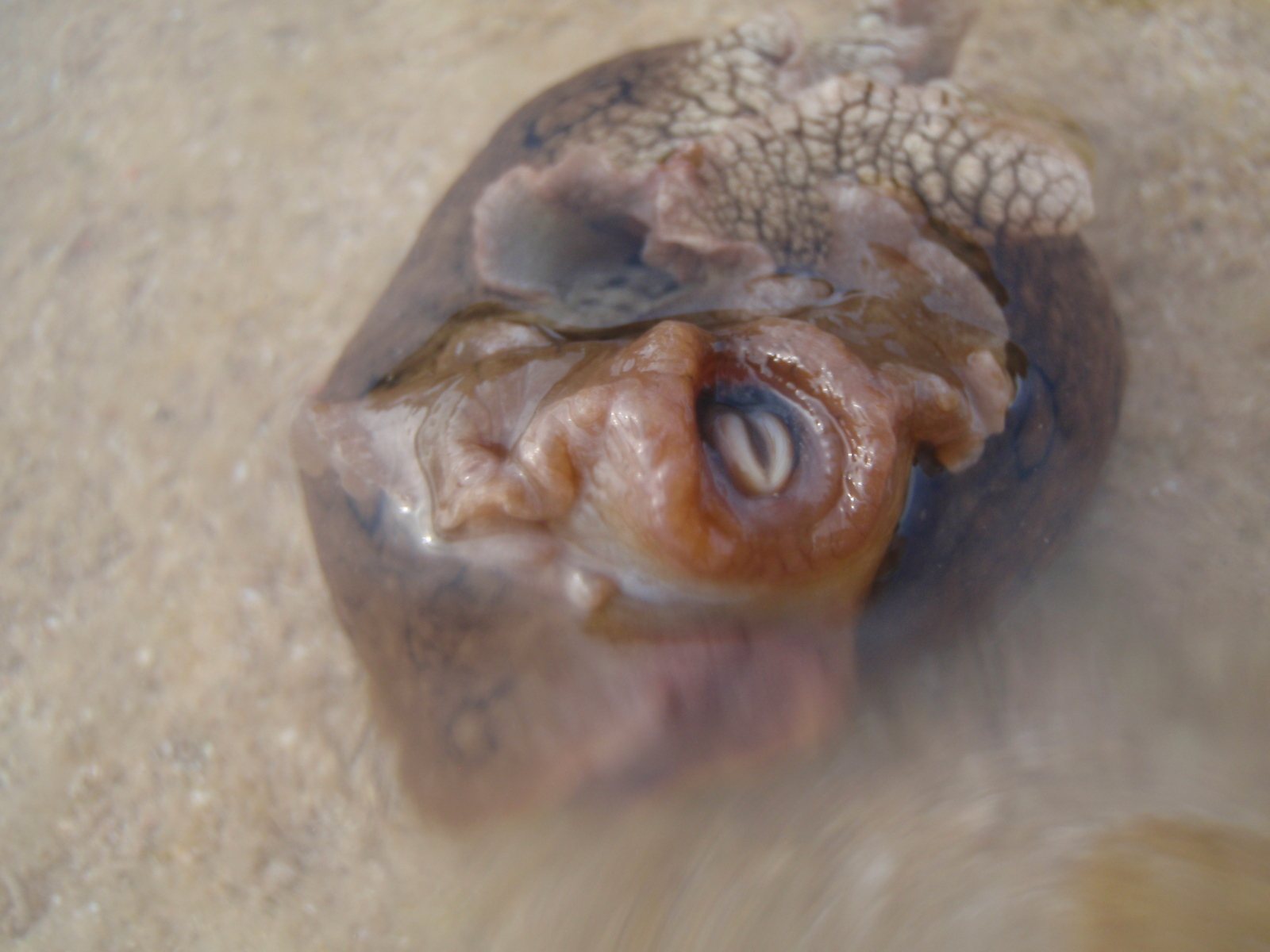
Aplysia actylomela: Abertura bucal

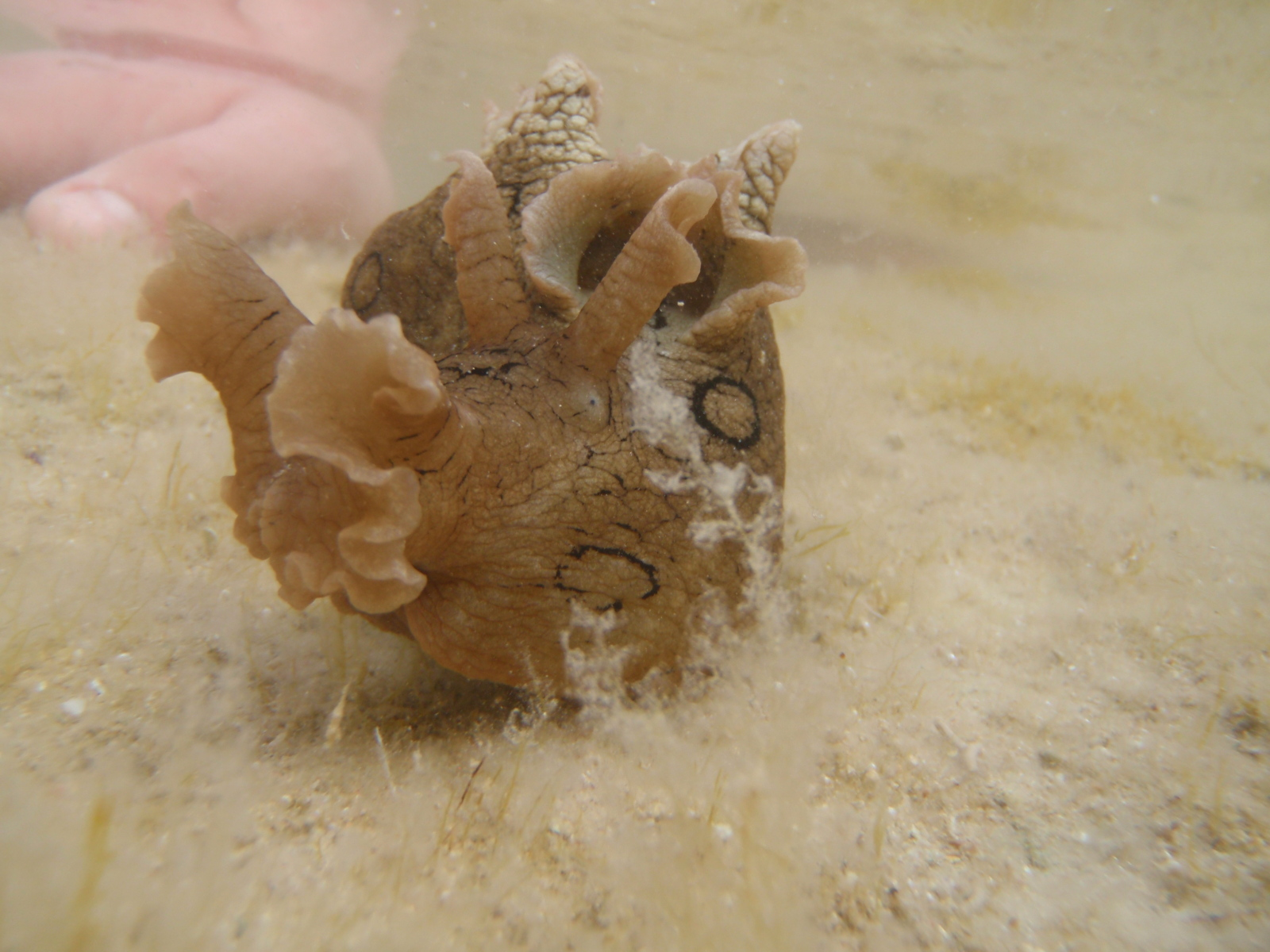
Aplysia dactylomela: Tentáculo bucal, rinóforos, lóbulos parapodiales erigidos

## Distribución
Aplysia dactylomela es cosmopolita y su distribución es circuntropical, es decir, que vive en diversos mares tropicales y subtropicales. Su presencia ha sido registrada en los océanos Atlántico, Pacífico, Índico, así como en el Mar Caribe y en el Mar Rojo. Después de 2002 se las he visto en el mar Mediterráneo.

## Hábitat y alimentación
Aplysia dactylomela es una especie bentónica, es decir, que vive en fondos poco profundos, incluyendo los charcos intermareales. Se hallan preferiblemente dentro de vegetación densa, que les sirve tanto como alimentación como de protección.
Se alimenta de algas rojas, entre otros de los géneros Asparagopsis, Laurencia y Acanthophora specifera. Así como de algas verdes.

## Reproducción
Aplysia dactylomela es hermafrodita pero no se autofecundan y necesitan una pareja para la reproducción. La fecundación se realiza (también recíprocamente) en parejas, o en cadenas. En el acto un animal juega el papel de macho, el otro toma la parte de hembra. La abertura sexual se encuentra entre los lobos parapodiales en la parte dorsal. El animal que actúa como macho conduce el esperma con su pene dentro de la abertura sexual del animal que actúa como hembra. Luego los individuos fecundados producen cintas de huevos. Se han observado huevos en amarillo-marrón y
rosa
pero también violeta.

## Protección
Aplysia dactylomela está protegido por un buen camuflaje. Por los anillos, las vetas y el color del piel no llaman atención en suelos de arena o de roca, tampoco en zonas con poca vegetación.